# Maria das Graças Silva Foster
Maria das Graças Silva Foster (Caratinga, Minas Gerais, 1953. augusztus 26. –) brazil vegyészmérnök. A Petrobras vállalat elnökeke volt 2012-től 2015-ig, amikor egy korrupciós botrány miatt távozott. A Forbes magazin 2014-es rangsora szerint a világ 8. legbefolyásosabb asszonya.